# 扎比内·艾兴贝格尔
扎比内·艾兴贝格尔（德語：Sabine Eichenberger，1968年9月25日—），瑞士女子皮划艇运动员。她曾代表瑞士参加1996年夏季奥林匹克运动会皮划艇比赛，获得女子四人皮艇500米银牌。